# Alex Marvez
Alex Marvez (nascido em 3 de abril de 1971) é um locutor esportivo, jornalista e autor americano que atualmente trabalha para a Sirius XM NFL Radio, onde apresenta um programa de rádio diário em horário nobre. Ele também é o repórter sênior da NFL para Fox Sports e Fox Sports 1, uma posição que ocupou desde 2007. Além disso, Marvez é um Insider da NFL no SportingNews.com e tem sido um escritor de batidas do Miami Dolphins, Denver Broncos e Cincinnati Bengals. Ex-presidente do Pro Football Writers of America, Marvez cobre a NFL desde 1995 e pode votar no Hall da Fama .
Em 2019, Marvez juntou-se à promoção de wrestling profissional All Elite Wrestling como comentarista play-by-play e tornou-se parte da equipe de transmissão inaugural, ao lado de Jim Ross e Excalibur. Em outubro de 2019, Marvez se tornou o entrevistador nos bastidores da AEW.
Ele já escreveu para o The Washington Times e apareceu como convidado em vários programas, incluindo o Geraldo Rivera Report, o Dan Patrick Show e Lou Dobbs Tonight . Ele apareceu na série de documentários esportivos de 2011 A Football Life e interpretou a si mesmo no filme Draft Day de 2014.